# Gheneral Todorov, Blagoevgrad
Gheneral Todorov (în bulgară Генерал Тодоров) este un sat în comuna Petrici, regiunea Blagoevgrad,  Bulgaria. 

## Demografie
Componența etnică a satului Gheneral Todorov
     Bulgari (91,77%)
     Nicio identificare (6,92%)
     Altele (1,29%)
La recensământul din 2011, populația satului Gheneral Todorov era de 693 locuitori. Din punct de vedere etnic, majoritatea locuitorilor (91,77%) erau bulgari. Pentru 6,92% din locuitori nu este cunoscută apartenența etnică.